# Ouro Preto
Ouro Preto (Vila Rica do Ouro Preto) – miasto w Brazylii, w stanie Minas Gerais. Ludność: 56,3 tys. (2000).

## Historia
Miasto zostało założone 1698, kiedy w miejscowych rzekach odkryto złoto. Do Ouro Preto, którego nazwa oznacza „czarne złoto", przybyli liczni poszukiwacze złota i handlarze zwabieni możliwością dużych zysków. Ouro Preto stało się szybko jednym z bogatszych miast Brazylii – w połowie XVIII wieku zamieszkiwało je więcej mieszkańców niż  Rio de Janeiro czy  Nowy Jork. Miasto było ważnym ośrodkiem gospodarczym i politycznym. W 1789 zrodził się tutaj pierwszy brazylijski ruch niepodległościowy Inconfidência Mineira. W latach 1822–1897 miasto było stolicą stanu Minas Gerais, którą później przeniesiono do Belo Horizonte.
W okresie największego rozwoju miasta powstała charakterystyczna barokowa architektura miasta kolonialnego. Po zakończeniu wydobycia złota, miasto podupadło, ale dzięki temu (brak wyburzania starych budynków pod budowę nowych) zachowanych zostało wiele cennych zabytków, wpisanych w 1980 na listę światowego dziedzictwa UNESCO. Ouro Preto było pierwszym brazylijskim obiektem na tej liście.

## Gospodarka
W mieście rozwinął się przemysł hutniczy, chemiczny, spożywczy oraz włókienniczy.

## Zabytki
- Kościół św. Franciszka z Asyżu w Ouro Preto